# 乌拉斯特镇
乌拉斯特镇，是中华人民共和国新疆维吾尔自治区阿勒泰地区吉木乃县下辖的一个乡镇级行政单位。
2016年7月13日，新疆维吾尔自治区人民政府批复同意撤销托普铁热克乡建制，设立乌拉斯特镇。

## 行政区划
乌拉斯特镇下辖以下地区：
强德珠尔特村、萨尔塔木村、阔克托干木村、喀拉苏村、阿尔恰勒村、播尔克塔勒村、巴依古西克村、阔克舍木村、巴特巴克布拉克村、阿克加尔村、克孜勒加尔村、齐阔尔加村、吐尕力阿尕什村和乌拉斯特村。